# Athyma cama

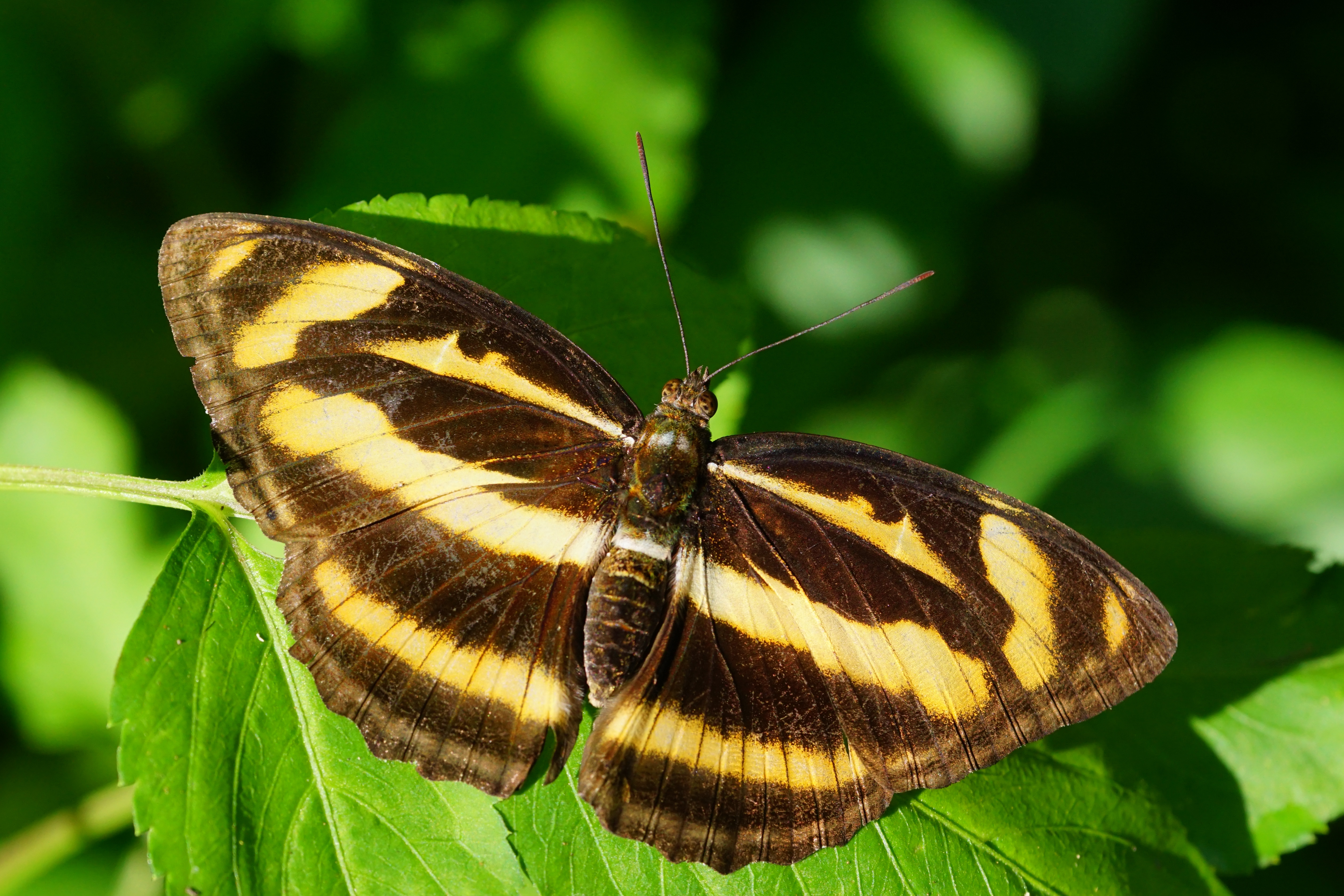
Weibchen

Athyma cama ist ein in Asien vorkommender Schmetterling (Tagfalter) aus der Familie der Edelfalter (Nymphalidae) und der Unterfamilie der Eisvögel (Limenitidinae). Im Englischen wird er als Orange Staff Sergeant bezeichnet.

## Merkmale

### Falter
Die Flügelspannweite der Falter beträgt 60 bis 70 Millimeter. Zwischen den Geschlechtern besteht ein deutlicher Sexualdimorphismus. Die Männchen haben eine schwarzbraune bis schwarze Grundfarbe der Flügeloberseiten. Über die Diskalregion erstreckt sich ein breites, aus weißen Flecken gebildetes Band, das auf den Vorderflügeln kurz unterbrochen ist und das auch über den Hinterleib verläuft. Nahe dem Apex hebt sich ein kleiner orangegelber Fleck ab. Parallel zum Vorderrand verläuft auf der Vorderflügeloberseite eine dünne orangebraune Linie von der Basalregion bis zur Zelle. Die Fransen sind abwechselnd schwarz und weiß gescheckt. Bei den Weibchen heben sich von der dunkelbraunen Grundfarbe der Flügeloberseiten drei breite gelbe Streifen ab. Nahe dem Apex befinden sich ein großer sowie ein kleiner gelber Fleck. Auf den orangebraunen Flügelunterseiten der Männchen bzw. den rötlich braunen der Weibchen scheint das Fleckenmuster der Oberseite in ähnlicher Form hindurch.

### Ähnliche Arten
Die Männchen von Athyma nefte zeigen auf der Submarginalregion der Hinterflügeloberseite ein orangefarbiges Band, die Weibchen sind auf den Flügeloberseiten insgesamt kräftiger orange gelb gefärbt.

## Verbreitung, Unterarten und Lebensraum
Die Art kommt in Indien, Indonesien, Myanmar, Thailand, Malaysia, im Himalayagebiet und im Südosten Chinas sowie auf Taiwan vor. In den verschiedenen Vorkommensgebieten werden derzeit sechs Unterarten klassifiziert. Athyma cama besiedelt bevorzugt immergrüne feuchte Laubwälder.

## Lebensweise
Die Falter fliegen in mehreren Generationen im Jahr. Sie besuchen zur Nahrungsaufnahme selten Blüten, nehmen an feuchten Erdstellen hingegen zuweilen Flüssigkeiten sowie Mineralstoffe auf. Die Raupen ernähren sich in erster Linie von den Blättern von Glochidionarten, die zur Pflanzenfamilie der Phyllanthaceae gehören.